# Dimeria eradii
Dimeria eradii är en gräsart som beskrevs av N. Ravi. Dimeria eradii ingår i släktet Dimeria och familjen gräs. Inga underarter finns listade i Catalogue of Life.